# Chris Kelleher
Christopher Kelleher (* 23. März 1975 in Cambridge, Massachusetts) ist ein ehemaliger US-amerikanischer Eishockeyspieler, der während seiner aktiven Karriere unter anderem für die Boston Bruins in der National Hockey League und die Krefeld Pinguine in der Deutschen Eishockey Liga gespielt hat.

## Karriere
Chris Kelleher wurde während seiner Zeit an der High School, als er für die St. Sebastian’s Arrows spielte, beim NHL Entry Draft 1993 in der fünften Runde an Position 130 von den Pittsburgh Penguins ausgewählt. Nach Abschluss der High School setzte Kelleher seine Laufbahn an der Boston University fort, wo er studierte und für deren Eishockeymannschaft, die Boston University Terriers, in der Hockey East spielte. In seiner dritten, und zugleich letzten Saison bei den Boston University Terriers, wurde der Abwehrspieler ins Second All-Star Team der Hockey East gewählt. 1997 und 1998 war er ins NCAA East Second All-American Team nominiert worden. In der Saison 1998/99 ging er für die Syracuse Crunch in der American Hockey League aufs Eis. Die nächsten zwei Spielzeiten verbrachte der Verteidiger bei den Wilkes-Barre/Scranton Penguins, das Farmteam der Pittsburgh Penguins, mit denen Kelleher in der Saison 2000/01 bis in die Finalspiele um den Calder Cup vorstieß. Er war mit 25 Scorerpunkten in den Playoffs bester Scorer der Mannschaft, die in sechs Spielen an den Saint John Flames scheiterte.
Im Juli 2001 unterschrieb er als Free Agent einen Vertrag bei den Boston Bruins aus der National Hockey League. In der Saison 2001/02 gab Kelleher ein NHL-Debüt für die Bruins. Dies war sein erstes und gleichzeitig auch einziges Spiel in der National Hockey League während seiner Karriere. Den Rest der Spielzeit verbrachte der US-Amerikaner im Farmteam bei den Providence Bruins. In der folgenden Saison war er in Providence als Stammspieler gesetzt. Nachdem die Boston Bruins seinen Vertrag nicht verlängert hatten, unterschrieb Kelleher im September 2003 einen Kontrakt bei den Krefeld Pinguine aus der Deutschen Eishockey Liga. In seiner einzigen Saison in Krefeld verpasste der Verteidiger mit der Mannschaft den Einzug in die Playoffs. Im Anschluss kehrte er wieder in die Vereinigten Staaten zurück, wo Kelleher einen Kontrakt bei den Pittsburgh Penguins unterzeichnete. Er spielte wiederum zwei Spielzeiten bei den Wilkes-Barre/Scranton Penguins, ehe der Abwehrspieler für die Saison 2006/07 zum Linköpings HC in die Elitserien wechselte. Nach 25 Spielen und fünf Punkten beendete er im Anschluss an diese Saison seine Karriere.

### International
Kelleher vertrat sein Heimatland bei der Eishockey-Weltmeisterschaft der Junioren im Jahr 1995 in Kanada. In sieben Spielen erzielte er ein Tor und belegte mit der Mannschaft den fünften Platz.

## Erfolge und Auszeichnungen
| - 1995 Beanpot-Tournament-Gewinn mit der Boston University - 1995 Lamoriello-Trophy-Gewinn mit der Boston University - 1995 NCAA-Division-I-Championship mit der Boston University - 1996 Beanpot-Tournament-Gewinn mit der Boston University - 1997 Beanpot-Tournament-Gewinn mit der Boston University | - 1997 Lamoriello-Trophy-Gewinn mit der Boston University - 1997 NCAA East Second All-American Team - 1998 Beanpot-Tournament-Gewinn mit der Boston University - 1998 NCAA East Second All-American Team - 1998 Hockey East Second All-Star Team |